# Batalla del Ródano
La batalla del Ródano fue un enfrentamiento que tuvo lugar en otoño del 218 a. C., durante la segunda guerra púnica, entre el ejército de Aníbal Barca que avanzaba hacia Roma y la tribu gala de los volcas, que defendían la ribera este del río Ródano.
Los volcas, bajo la tutela del ejército romano, acamparon en las inmediaciones de Massalia (actualmente Marsella), intentando evitar que los cartagineses cruzaran el río e invadieran Italia. Los cartagineses, por su parte, planearon rodear a los galos y antes de cruzar el río enviaron un destacamento bajo el mando de Hannón, para cruzar el río por otro punto y tomar posiciones detrás de los volcas. Cuando este indicó mediante señales de humo a Aníbal que la emboscada estaba preparada, el general cartaginés ordenó al grueso de sus fuerzas que cruzara el río. Al posicionarse los galos para enfrentarse a él, Hannón los atacó por la retaguardia y fueron derrotados. Aunque la batalla no se libró contra los romanos, el enemigo principal de los cartagineses durante las guerras púnicas, el resultado de la batalla fue decisivo pues de haber sido detenidos los cartagineses en el Ródano, la invasión de Italia no habría tenido lugar ese año. Esta fue la primera gran batalla que Aníbal libró fuera de la península ibérica.

## Preparativos

### Preparativos púnicos
Cartago y Roma estaban en el proceso de movilización de sus recursos para el conflicto. Aníbal dirigió las operaciones púnicas, mientras que el Senado romano decidió el despliegue de las fuerzas romanas.
Aníbal había despedido a su ejército a sus cuarteles de invierno después del sitio de Sagunto. Cuando el ejército se reunió en el verano de 218 a. C., Aníbal dejó 15.000 soldados y 21 elefantes en los dominios cartagineses de Iberia bajo Asdrúbal Barca, y envió 20.000 soldados a África, con 4.000 de guarnición para la propia Cartago.  El ejército que marchó para Italia desde Cartagena se especula que contenía 90.000 infantes, 12.000 caballeros y 37 elefantes. Los elefantes son mencionados por Apiano. No se hace mención de los elefantes por Polibio y Tito Livio, por lo que se ha especulado que los elefantes pueden haber sido llevados por mar. (Sin embargo, recientemente se han identificado coprolitos de elefante en un paso de  de los Alpes italianos, si bien no se puede determinar si corresponden a los elefantes de Aníbal, o a los de Asdrúbal, que realizó el mismo viaje de Hispania a la península itálica  para asistir a su hermano.) El contingente en Iberia de la marina de guerra púnica numeraba 50 quinquerremes (sólo 32 fueron tripulados) y 5 trirremes, que permanecieron en las aguas nacionales. Cartago movilizó por lo menos 55 quinquerremes para inmediatas incursiones en Italia y Sicilia.

### Preparativos romanos
La armada romana ya había sido movilizada para el año 218 a. C., después de haber lanzado 220 quinquerremes, tal vez por la Segunda Guerra Iliria en 220/219 a. C. El Cónsul Tiberio Sempronio Longo había recibido dos legiones (8000 de infantería y 600 de caballería), más 16 000 de infantería y 1800 de caballería aliada con las instrucciones para navegar a Sicilia en 160 grandes barcos de guerra y 12 galeras ligeras y desde allí a África, siempre que el otro cónsul pudiera mantener a Aníbal lejos de Italia (Él nunca llegó a África). Publio Cornelio Escipión recibió dos legiones del mismo número de soldados de infantería y caballería, más 14 000 de infantería y 1600 de caballería aliada, y debía marchar en barco para Iberia escoltado por 65 barcos. Lucio Manlio Vulsón Longo recibió dos legiones con 10 000 de infantería y 1000 de caballería aliada. Los galos de las tribus boio e insubro en el norte de Italia habían atacado las construcciones de los colonos romanos de Placentia y Cremona, y habían acorralado a una pequeña fuerza romana de ayuda en Mutina. Dos de las cuatro legiones originalmente destinados a Escipión fueron enviadas al pretor Manlio Vulsón para el auxilió de Mutina y la construcción de las colonias, que debían ser un castro. Legiones nuevas se reclutaron para reemplazar a estas, lo que retrasó la salida de Escipión.

## Preludio
Aníbal salió de Cartago Nova en el mes de mayo, dividiendo su ejército en tres columnas antes de cruzar el río Ebro. Una vez en Cataluña, pasó dos meses conquistando las tierras entre el Ebro y los Pirineos, dejando en ellas unos 11 000 soldados, así como su equipo de sitio, bajo el mando de Hannón para proteger las nuevas tierras conquistadas. También licenció otros 10.000 soldados poco convencidos antes de cruzar los Pirineos hacia la Galia. Gracias a su diplomacia, Aníbal no fue molestado por los galos hasta que llegó a la ribera del río Ródano, territorio de los volcas, a finales de septiembre. Para aquel entonces, las fuerzas cartaginesas se habían reducido a 38.000 soldados de infantería y 8.000 de caballería. Una vez que llegó a la ribera oeste del Ródano, Aníbal decidió descansar por tres días, que dedicó a confiscar y construir embarcaciones para cruzar el río. Pese a que los volcas habitaban en las dos riberas del río, se habían retirado en la ribera oriental, donde habían acampado para intentar detener el avance cartaginés.
La tercera noche, Aníbal puso a Hannón, hijo de Bomílcar, al frente de una columna de infantes y caballeros y los envió río arriba para encontrar otro punto por donde cruzar el río resguardados por la oscuridad de la noche. La mayor parte de su tropa eran mercenarios hispanos, ya que se les suponía los mejores nadadores del ejército de Aníbal. Ayudado también por guías locales, Hannón localizó un punto adecuado a unas 25 millas al norte del campamento y cruzó el río, primero los hispanos a nado sobre escudos y pieles infladas y luego el resto sobre balsas construidas con rapidez, sin ser detectado por los volcas. Una vez en la ribera oriental, el destacamento de Hannón descansó un día y en la segunda noche llegaron a posicionarse en la retaguardia de los volcas.

## La batalla
Hannón dio la señal de humo convenida y el principal ejército púnico comenzó a cruzar el río. Las embarcaciones que transportaban la caballería númida lo hicieron río arriba mientras que otros caballeros desmontados lo hacían en embarcaciones que remolcaban tres o cuatro caballos atados entre sí. Con ello consiguieron ralentizar la corriente del río y las canoas con la infantería cruzando por debajo de los caballos. Algunos soldados incluso pudieron cruzar el río nadando. El mismo Aníbal fue de los primeros en cruzar mientras que el resto del ejército vitoreaba a los compañeros que ya llegaban a la ribera oriental.
Los galos, al ver el gran número de embarcaciones cruzando el río, abandonaron el campamento y acudieron en masa a la ribera oriental para enfrentarse a los cartagineses. Pronto empezó la batalla, pero los cartagineses consiguieron asegurar la posición y hacerse fuertes el tiempo suficiente para permitir que el destacamento de Hannón, después de prender fuego en el campamento de los volcas, atacara a estos por la retaguardia. Parte de los galos volvieron atrás para defender el campamento y otra parte se quedaron para luchar, pero pronto todo su ejército fue masacrado y pocos fueron los que consiguieron huir.

## Importancia y consecuencias

Aníbal cruzando el Ródano.

La mayoría del ejército cartaginés cruzó el río el mismo día de la batalla, utilizando embarcaciones y canoas. Aníbal ordenó que sus elefantes fueran transportados en la ribera este del río al día siguiente, ya fuera sobre embarcaciones o nadando. Una vez las fuerzas púnicas se reunieron de nuevo en la ribera oriental, se enviaron partidas de reconocimiento y Aníbal recibió noticias de que la flota romana había llegado a Marsella. Un grupo de caballería númida en misión de reconocimiento se topó con un destacamento de caballería romana y aliados galos, teniendo que huir después de una importante escaramuza.
Publio Cornelio Escipión había zarpado de Pisa, llegando a Marsella cinco días después de navegar por la costa de Liguria, y desembarcó allí su ejército. Al saber que Aníbal ya había cruzado el Ródano, envió 300 hombres a la ribera oriental para localizar el ejército púnico. Este grupo fue el que se topó con la caballería númida antes mencionada, haciéndoles huir.
Una vez localizado Aníbal, Escipión cargó su equipamiento pesado en los barcos y marchó hacia el norte para enfrentarse a los cartagineses, pero Aníbal, a pesar de tener unas fuerzas más numerosas, decidió retirarse hacia los Alpes. Cuando Escipión llegó al campamento cartaginés lo encontró desierto, calculando que Aníbal le llevaba 3 días de ventaja. Así pues, decidió volver a Marsella donde dejó sus tropas bajo el mando de su hermano Cneo Cornelio Escipión Calvo. Él por su parte volvió a Italia para organizar la defensa contra la inminente invasión.

## Lugar de la batalla
Los historiadores discrepan sobre la ubicación específica del lugar de la batalla, la identificación de diversos lugares a partir de Bourg-Saint-Andeoi (De Beer, 1969, p. 122-3), Beaucaire y Fourques sobre el Ródano, sobre la base de hipótesis diferentes. Polibio (3.42.1) identificó el sitio de la batalla como a cuatro días de marcha desde el mar. Suponiendo 12-16 kilómetros como límite de marcha por día para el ejército cartaginés, el sitio es probable que este entre Aviñón y Orange, río arriba del río Durance, basado en la probable línea de la antigua costa, que ha avanzado más hacia el sur debido a la sedimentación del Ródano desde el 218 a. C.

## Los soldados desaparecidos de Aníbal
Aníbal podría haber movilizado 137.000 (Aníbal con 102.000, Asdrúbal con 15.000 y el ejército en África con 20.000) soldados antes de marchar para Italia. Después del sometimiento de las tierras al norte del Ebro en Cataluña, Aníbal dejó a Hannón con 11.000 soldados, y liberó otras 10.000 tropas del servicio. El ejército de Aníbal contó con 59.000 soldados cuando cruzó los Pirineos. Parece que 22.000 soldados habían desaparecido, sin cualquier información sobre su destino específico desde el cruce del Ebro. Sobre el Ródano, Aníbal tenía 46.000 soldados disponibles, otros 13 000 habían desaparecido, aunque el ejército no hubiera luchado ninguna batalla entre los Pirineos y el Ródano. Cuando el ejército cartaginés finalmente alcanzó Italia, supuestamente contó con 26.000 soldados. El ejército cartaginés había perdido el 75% de su fuerza de partida durante el viaje a Italia. La causa de esta reducción drástica es especulada como: deserción a gran escala por los nuevos reclutas, altas víctimas sufridas en Cataluña de asaltos directos sobre ciudades amuralladas, ataques por parte de los galos, condiciones severas del invierno afrontadas sobre los Alpes, e infiabilidad de las cifras dadas por Polibio.
Hans Delbrück propuso otra hipótesis: Aníbal había movilizado un total de 82.000 tropas, no 137.000. Después de la salida con 26.000 en Iberia (con Asdrubal y Hannón), y la liberación de 10.000 antes del cruce de los Pirineos, llegó a Italia con al menos 34.000 soldados. El saldo fue perdido en batallas o a los elementos Alpinos. La base de esta teoría es:
- Aníbal no recibió tropas ibéricas y africanas como refuerzos antes del 215 a. C., cuando Bomilcar consiguió 4.000 Numidas en Locri.

- En la Batalla del Trebia, hay mención de 8.000 libio-fenicios y otra infantería ligera celta o de orígenes italianos.

Considerando que Aníbal tenía al menos 6.000 caballería, 20.000 infantería pesada y 8.000 infantería ligera antes de que los galos se unieran a él, un total de 34,000 tropas cuando él alcanzó Italia. Que quiere decir que el ejército Cartaginés todavía perdía el 25 % de su fuerza de partida durante su marcha a Italia.